# Pine Ridge (Comtat de Citrus)
Pine Ridge és una concentració de població designada pel cens del Comtat de Citrus a Florida (Estats Units d'Amèrica).

## Demografia
Segons el cens del 2000 Pine Ridge tenia 5.490 habitants, 2.355 habitatges, i 1.836 famílies. La densitat de població era de 84 habitants/km².
Dels 2.355 habitatges en un 14,1% hi vivien nens de menys de 18 anys, en un 72,1% hi vivien parelles casades, en un 3,9% dones solteres, i en un 22% no eren unitats familiars. En el 18,4% dels habitatges hi vivien persones soles el 13,2% de les quals corresponia a persones de 65 anys o més que vivien soles. El nombre mitjà de persones vivint en cada habitatge era de 2,21 i el nombre mitjà de persones que vivien en cada família era de 2,48.
Per edats la població es repartia de la següent manera: un 12,1% tenia menys de 18 anys, un 2,4% entre 18 i 24, un 13,3% entre 25 i 44, un 32,8% de 45 a 60 i un 39,4% 65 anys o més.
L'edat mediana era de 60 anys. Per cada 100 dones de 18 o més anys hi havia 86,5 homes.
La renda mediana per habitatge era de 43.464 $ i la renda mediana per família de 46.810 $. Els homes tenien una renda mediana de 41.400 $ mentre que les dones 25.366 $. La renda per capita de la població era de 22.608 $. Entorn del 3,4% de les famílies i el 5,9% de la població estaven per davall del llindar de pobresa.